# Stadtbezirk 3 (Düsseldorf)
Der Stadtbezirk 3 ist einer von zehn Stadtbezirken der nordrhein-westfälischen Landeshauptstadt Düsseldorf. Er umfasst dabei die Stadtteile Friedrichstadt, Unterbilk, Hafen, Hamm, Volmerswerth, Flehe, Bilk und Oberbilk. Die Form der Stadtbezirke zur Gliederung der Stadt Düsseldorf wurde 1975 eingeführt. Der Sitz der Bezirksverwaltung befindet sich im Einkaufszentrum Düsseldorf Arcaden.
Im Gegensatz zu anderen nordrhein-westfälischen Großstädten wie zum Beispiel Köln oder Duisburg verfügen die Stadtbezirke in Düsseldorf nicht über Eigennamen, sondern werden lediglich mit einer Ziffer bezeichnet.
Der Stadtbezirk ist geprägt von Gegensätzen. In den Stadtteilen Bilk, Unterbilk, Oberbilk und Friedrichstadt herrscht geschlossene Blockrandbebauung vor. Den Gegensatz dazu bilden die Stadtteile Hamm, Flehe und Volmerswerth, in denen noch heute eher dörfliches Leben vorherrscht. Ebenso im Stadtbezirk liegt der Stadtteil Hafen, auf der einen Seite noch ein Wirtschaftshafen mit dem Kraftwerk Lausward, auf der anderen Seite eines der modernen Szeneviertel der Stadt, der Medienhafen. Im Stadtteil Bilk befindet sich die Heinrich-Heine-Universität.

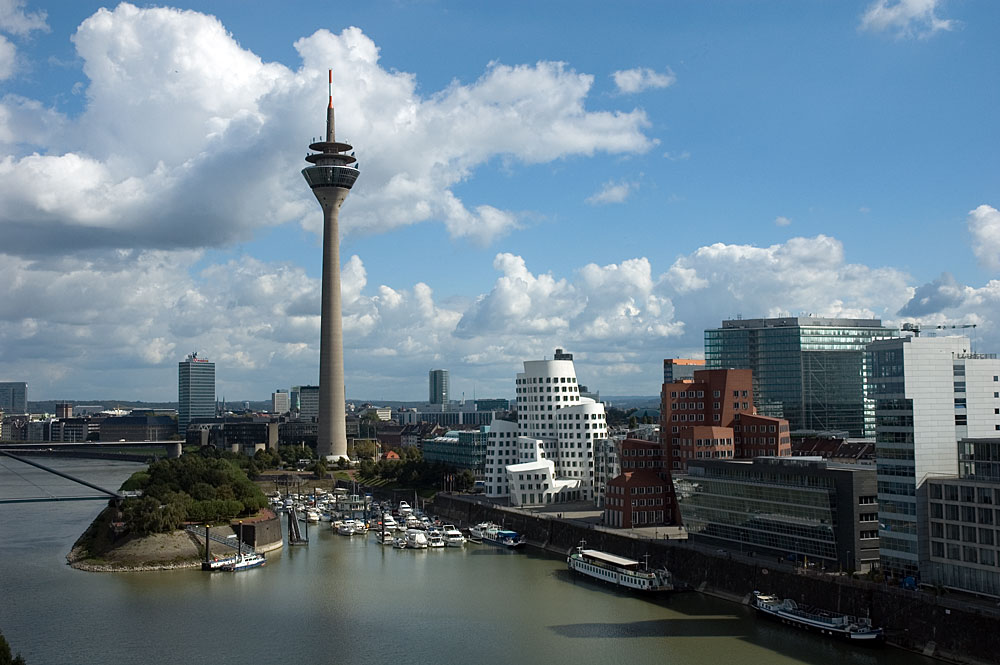
Medienhafen
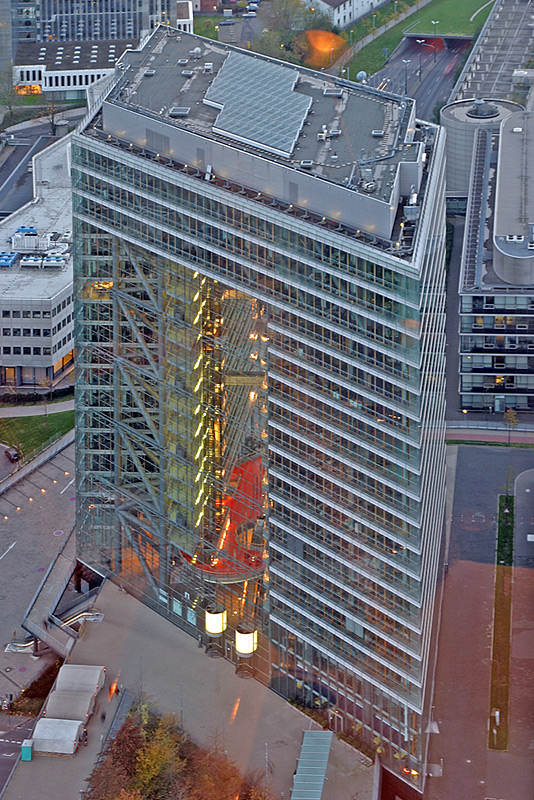
Düsseldorfer Stadttor
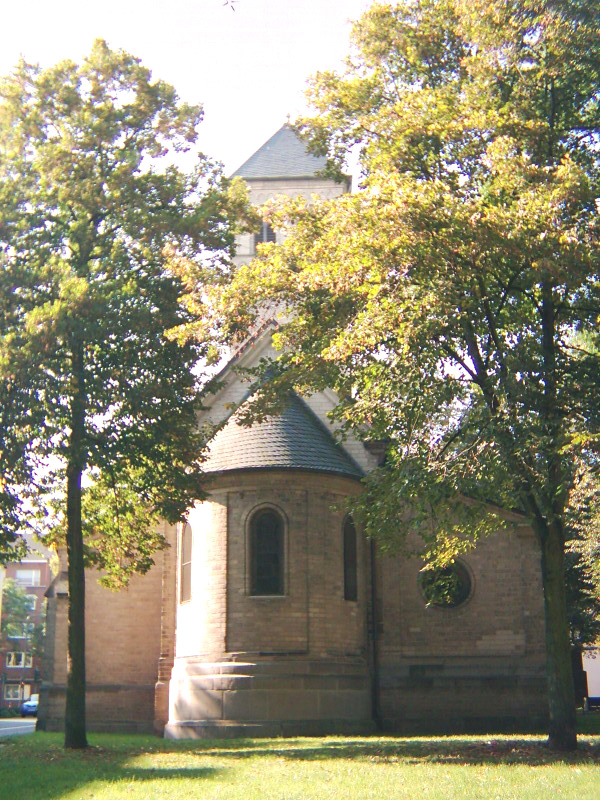
Alt St. Martin
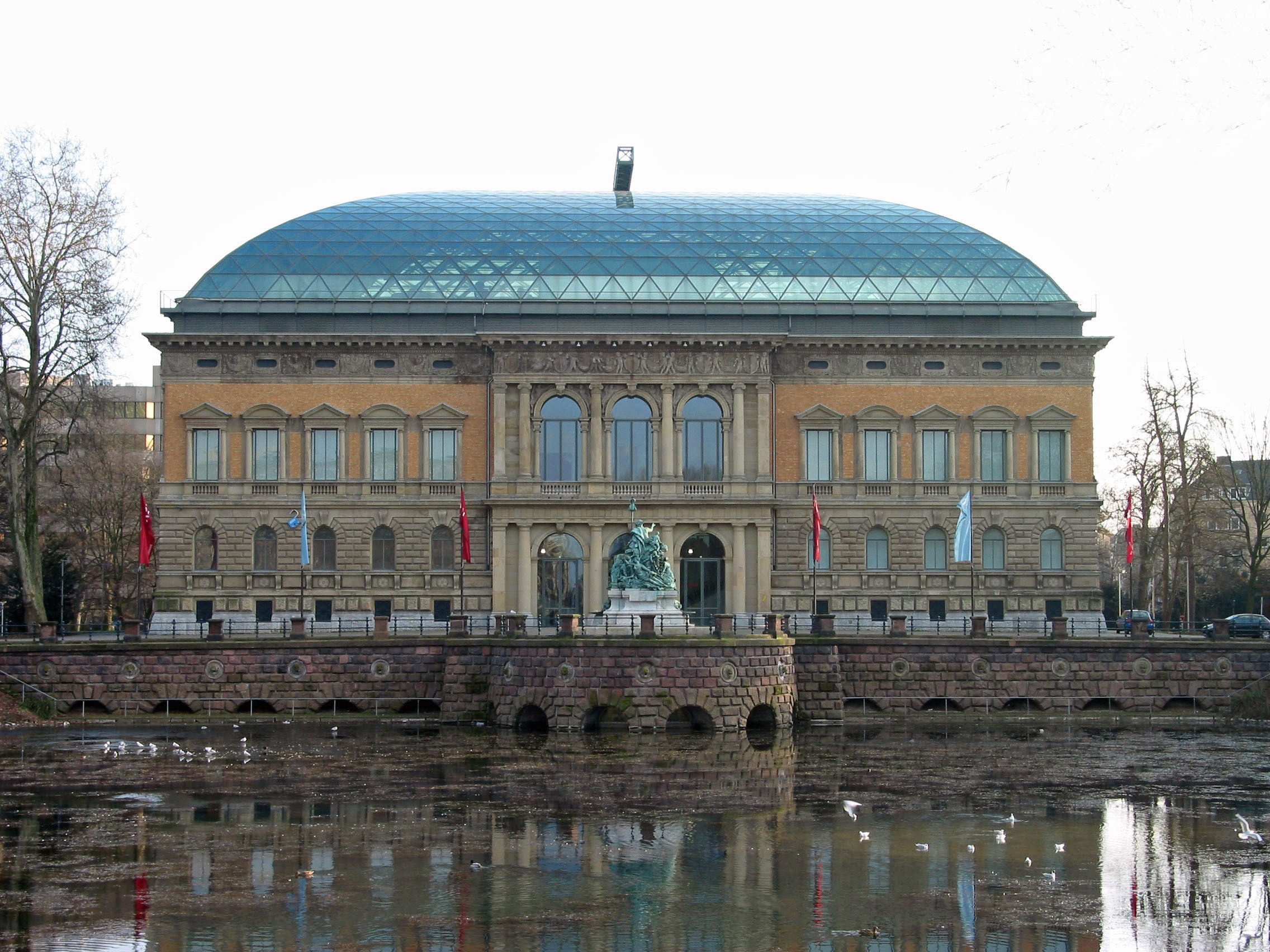
Ständehaus

## Politik
| Sitzverteilung in der Bezirksvertretung Stadtbezirk 3 Düsseldorf 2020Insgesamt 19 Sitze - Linke: 1 - PARTEI: 1 - SPD: 3 - Grüne: 6 - Volt: 1 - CDU: 5 - FDP: 1 - AfD: 1 Bezirksvertretungswahl 2020in Prozent %403020100 32,225,816,37,96,43,22,92,72,6 GrüneCDUSPDFDPLinkeAfDVoltPARTEISonst.Gewinne und Verlusteim Vergleich zu 2014 %p 12 10 8 6 4 2 0 −2 −4 −6 −8−10−12−14+11,2−6,0−12,9+2,8−1,5+3,2+2,9+2,7−2,4GrüneCDUSPDFDPLinkeAfDVoltPARTEISonst. |